# Mary Fowler (géologue)
Christine Mary Rutherford Fowler, (née en 1950) est une géologue et universitaire britannique. De 2012 à 2020, elle est maître du Darwin College de Cambridge. Elle est auparavant chargée de cours à Royal Holloway, Université de Londres, avant de devenir doyenne de sa faculté des sciences.

## Jeunesse et éducation
Fowler est née en 1950 de Rosemary et Peter Fowler. Elle vient d'une famille d'éminents scientifiques. Un arrière-grand-père, Ernest Rutherford, est le "père de la physique nucléaire", et son grand-père, le gendre de Rutherford, est le physicien mathématicien Ralph H. Fowler.
Elle étudie les mathématiques au Girton College de Cambridge et obtient un baccalauréat ès arts (BA) de première classe en 1972,. En 1972, elle rejoint le Darwin College de Cambridge pour entreprendre des études de troisième cycle en géophysique et obtient son doctorat en philosophie (PhD) en 1976. Sa thèse de doctorat s'intitule "Seismic Studies of the Mid-Atlantic Ridge (Études sismiques de la dorsale médio-atlantique)".

## Carrière académique
De 1977 à 1978, Fowler est membre de la Royal Society European Fellow à l'École polytechnique fédérale de Zurich en Suisse. Elle rejoint l'Université de la Saskatchewan au Canada en tant qu'ingénieure de recherche en 1981,. Elle est professeure adjointe de 1982 à 1983, avant de reprendre son poste d'ingénieure de recherche. Elle reste associée à l'université en tant que professeure auxiliaire entre 1991 et 2001.
En 1992, Fowler rejoint Royal Holloway, Université de Londres en tant que chargée de cours ; elle est ensuite promue maître de conférences,. Entre 2002 et 2008, elle dirige le Département des Sciences de la Terre. Elle est nommée professeur de géophysique en 2003. En 2011, elle est nommée doyenne de la Faculté des sciences.
En avril 2012, elle est élue sixième maître du Darwin College de Cambridge et prend ses fonctions en octobre 2012, succédant à William Brown. Elle prend sa retraite en 2020 et est remplacée par Michael Rands.

## Vie privée
En 1975, Fowler épouse Euan Nisbet, maintenant professeur de sciences de la Terre au Royal Holloway,,. Ils se sont rencontrés au Darwin College de Cambridge alors qu'ils étaient étudiants,. Ensemble, ils ont trois enfants : deux filles et un garçon. Leur fille (Ruth) Ellen Nisbet, biochimiste et universitaire, étudie également au Darwin College de Cambridge.
En 1996, Fowler reçoit la médaille Prestwich de la Société géologique de Londres. Elle est membre de la Royal Astronomical Society (FRAS), membre de la Société géologique de Londres (FGS) et de la Société géographique royale du Canada (FRCGS). En juillet 2018, Fowler reçoit un doctorat honorifique en sciences (DSc) de l'Université de Leeds et de l'Université d'Édimbourg.